# 제비갈매기류
제비갈매기류(Terns)는 도요목 갈매기과의 제비갈매기아과(Sterninae)에 속하는 바다새 조류의 총칭이다. 전세계적으로 분포하며, 보통 바다와 강 또는 습지 근처에서 발견된다. 갈매기과에 속하는 별도의 제비갈매기과(Sternidae)로 분류하기도 한다. 11개 속을 포함하고 있다.

## 하위 속
| - 흰죽지제비갈매기속 (Chlidonias) - 큰부리제비갈매기속 (Gelochelidon) - 붉은부리큰제비갈매기속 (Hydroprogne) - Larosterna - Onychoprion | - Phaetusa - 제비갈매기속 (Sterna) - 쇠제비갈매기속 (Sternula) - 큰제비갈매기속 (Thalasseus) |